# Tinea sulfurata
Tinea sulfurata är en fjärilsart som beskrevs av Turner 1933. Tinea sulfurata ingår i släktet Tinea och familjen äkta malar. Inga underarter finns listade i Catalogue of Life.